# Alexandre Dumas starší
Alexandre Dumas [alexandr dyma], vlastním jménem Dumas Davy de la Pailleterie [dymɑ davi də la pajət(ə)ri] (24. července 1802, Villers-Cotteréts, Francie – 5. prosince 1870, Puys) byl čelní francouzský prozaik a dramatik v období romantismu. Proslavil se především historickými a dobrodružnými romány, z nichž nejznámější jsou Tři mušketýři a Hrabě Monte Christo. Mnoho jeho děl bylo několikrát zfilmováno.

## Život

### Původ a mládí

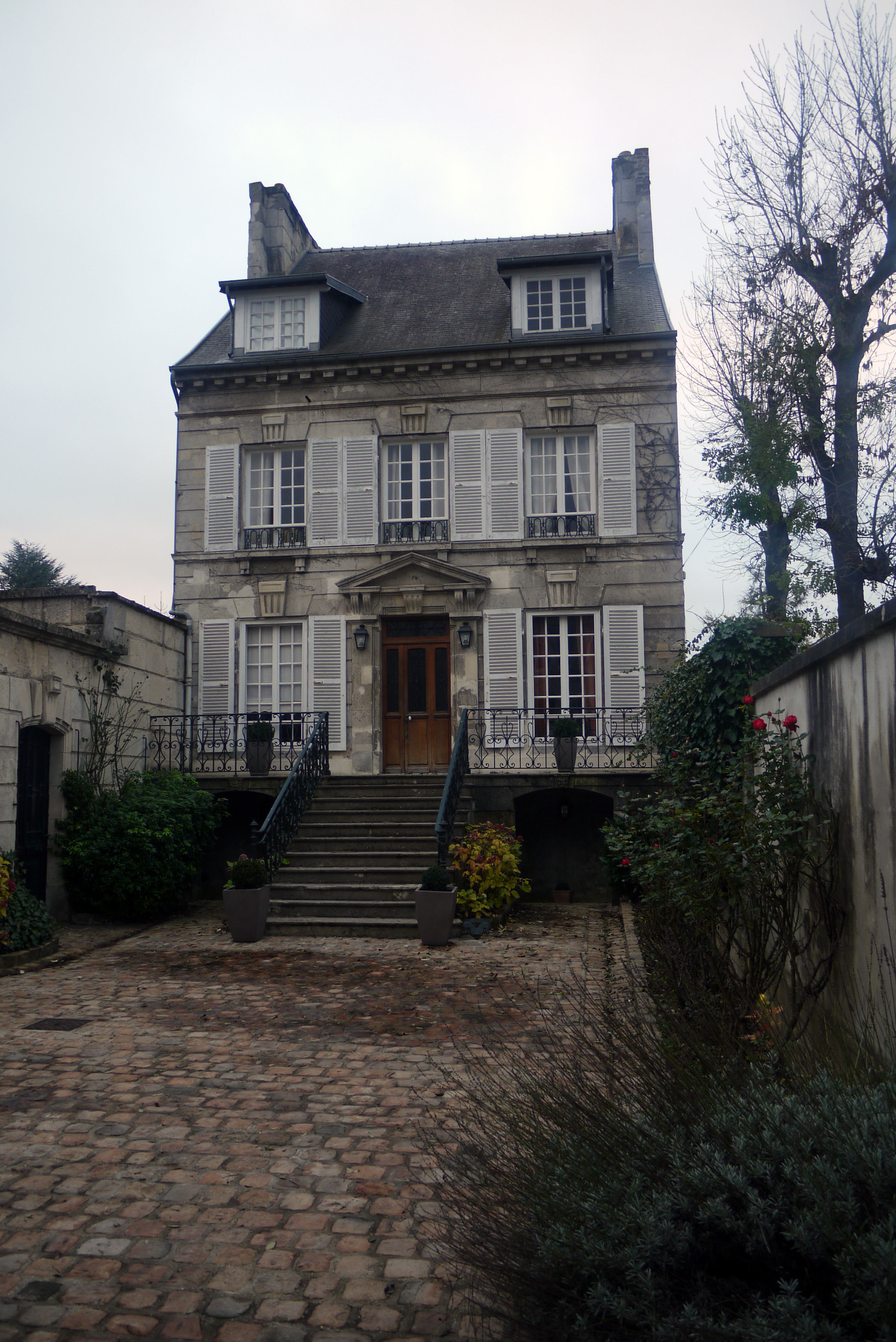
Rodný dům Alexandra Dumase st. ve Villers-Cotterêts.

Alexandre Dumas byl kreolského původu a měl mírné černošské rysy. Jeho otec, divizní generál a hrdina Velké francouzské revoluce, Thomas Alexandre Davy de La Pailleterie, se narodil ve francouzské kolonii Saint-Domingue (ostrov Hispaniola) na území dnešního státu Haiti, ze smíšeného vztahu markýze Alexandra Davy de La Pailleterie a černé otrokyně jménem Marie-Cessette Dumasová. Matka Marie-Louise-Élisabeth Labouretová byla dcerou hostinského v malém městečku Villers-Cotterêts v departementu Aisne. Rodina žila v pronajatém zámku Château des Fossés, obklopeném vodními příkopy. Po otcově smrti v roce 1806 se matka s Alexandrem a jeho starší sestrou vrátila do rodičovského domu ve Villers-Cotterêts. Dostalo se mu jen základního vzdělání v místní koleji abbého Grégoira, ale vynikal krásným rukopisem a v roce 1816 byl přijat jako pomocník do notářské kanceláře. V roce 1819 se Alexandr setkal s Adolphem de Leuven, který byl ve stejném věku a představil mu moderní poezii. Společně začali psát divadelní hry a vaudevilly, které však zpočátku byly odmítány.

### Odchod do Paříže

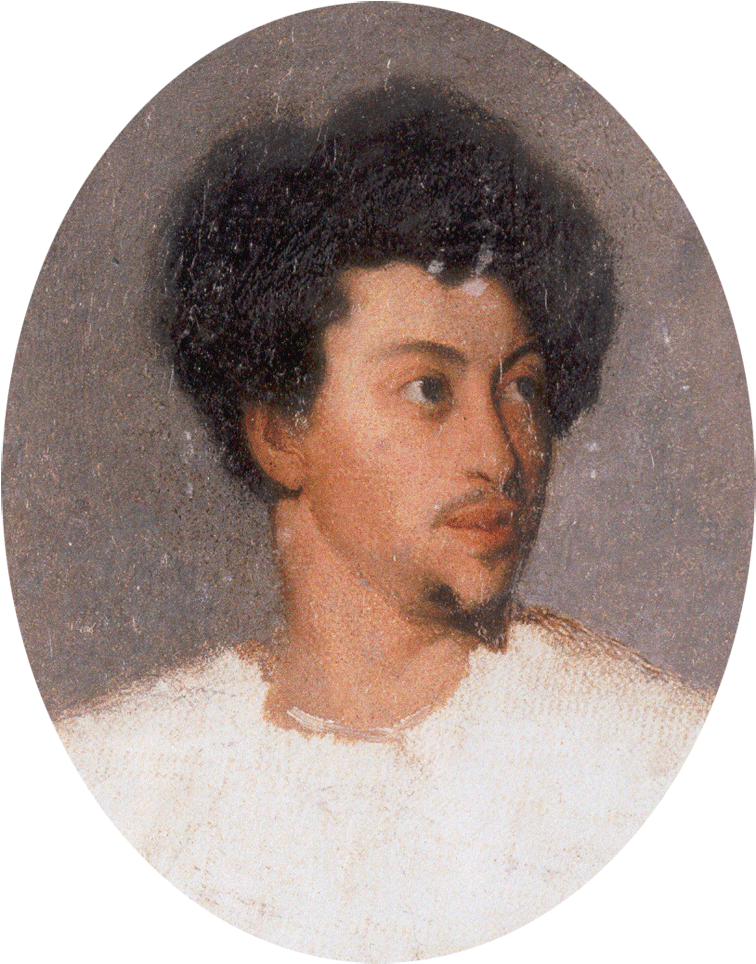
Portrét A. Dumase staršího od Josepha Guicharda (1828)

V roce 1823 odešel do Paříže, kde si našel místo u notáře a později v sekretariátě vévody Orleánského. Navštěvoval pařížská divadla a v Comédie-Française se seznámil se slavným hercem Talmou. Rok po příjezdu do Paříže se mu narodil nemanželský syn Alexandre (27. července 1824) ze vztahu se švadlenou Laure Labayovou. Dumas ho uznal za vlastního až v březnu 1831, několik dní po narození dcery Marie-Alexandrine, kterou měl s herečkou Belle Kreilssamerovou (1803–1875).
Dumas se vzdal úřednické kariéry s cílem stát se slavným dramatikem. V roce 1825 napsal s Adolphem Leuvenem a za asistence Pierra-Josepha Rousseaua jednoaktový vaudeville Lov a Láska (La Chasse et l'Amour), který měl velký úspěch. Jeho další hry vnesly do divadla nového ducha, Dumas významně ovlivnil vývoj francouzského dramatu. Poutavé romanticko-historické příběhy, živé postavy, dialogy v próze, jevištní výprava si získaly přízeň diváků. Jeho historická hra z roku 1829 Jindřich III. a jeho dvůr (Henri III et sa cour) bylo první romantické drama, úspěšně uvedené na jeviště. Velký úspěch měly i jeho další divadelní hry Antony (1831), s moderním námětem mladého rebela ne nepodobného lordu Byronovi, a také Věž nesleská (La Tour de Nesle) (1832) s námětem ze středověku, napsaná společně s Frédéricem Gaillardetem. Dumas se stal slavným a bohatým mužem.

### Romanopisec
Zásadním přelomem v Dumasově literární tvorbě bylo setkání s profesorem historie Augustem Maquetem roku 1839, kdy společně napsali drama Bathilde a historický román Rytíř Harmental (Chevalier d'Harmental). Byl zveřejněn pod Dumasovým jménem v časopise La Presse a zaznamenal dobrý ohlas. V průběhu sedmi let (1844–1850) vytvořil ve spolupráci s Augustem Maquetem všechna velká díla, která zajistila jeho slávu. Publikována byla na pokračování ve čtyřech novinách: La Presse, Le Siècle, Le Constitutionnel a Journal des débats. Maquet vyhledával materiál a vypracovával první nástin děje. Na Dumasovi pak bylo literární zpracování, při kterém mu však mnohdy pomáhali i další spolupracovníci. Tato Továrna na romány, jak zněl titul jednoho pamfletu Dumasových odpůrců z roku 1854, měla za následek obrovskou autorovu plodnost. Dumasovo dílo čítá 257 svazků a zahrnuje dramata, komedie, romány, novely, paměti, knihy cestovních dojmů, obrazy mravů, ale i historická pojednání.
Auguste Maquet měl také velkou zásluhu na vzniku Dumasova nejslavnějšího románu Tři mušketýři (1844, Les Trois Mousquetaires) s hrdiny d'Artagnanem, Athosem, Porthosem a Aramisem. Úspěch románu, odehrávajícího se za vlády Ludvíka XIII., byl tak obrovský, že Dumas a Maquet vytvořili ještě dvě pokračování: Tři mušketýři po dvaceti letech (1845, Vingt ans après) a Tři mušketýři ještě po deseti letech aneb Vikomt de Bragelonne (1847–1850, Le vicomte de Bragelonne, ou Dix ans plus tard), ve kterých dovedli děj až do d'Artagnanovy smrti.
Dalším obrovským úspěchem dvojice Dumas a Maquet byl dobrodružný román Hrabě Monte Christo (1844–1845, Le comte de Monte-Christo). K jejich velmi známým dílům patří také trilogie Hugenoti z období náboženských válek ve Francii v 16. století, Královna Margot (1845, La reine Margot), Paní z Monsoreau (1846, La dame de Monsoreau) a Králův šašek (1847, Les Quarante-Cinq) a dále cyklus z dějin Velké francouzské revoluce Paměti lékařovy (Mémoires d'un médecin), jehož jednotlivými díly jsou Josef Balsamo (1846–1849, Joseph Balsamo), Královnin náhrdelník (1849–1850, Le Collier de la reine), Dobytí Bastily (1850–1851, Ange Pitou) a Hraběnka de Charny (1852–1855, La Comtesse de Charny).

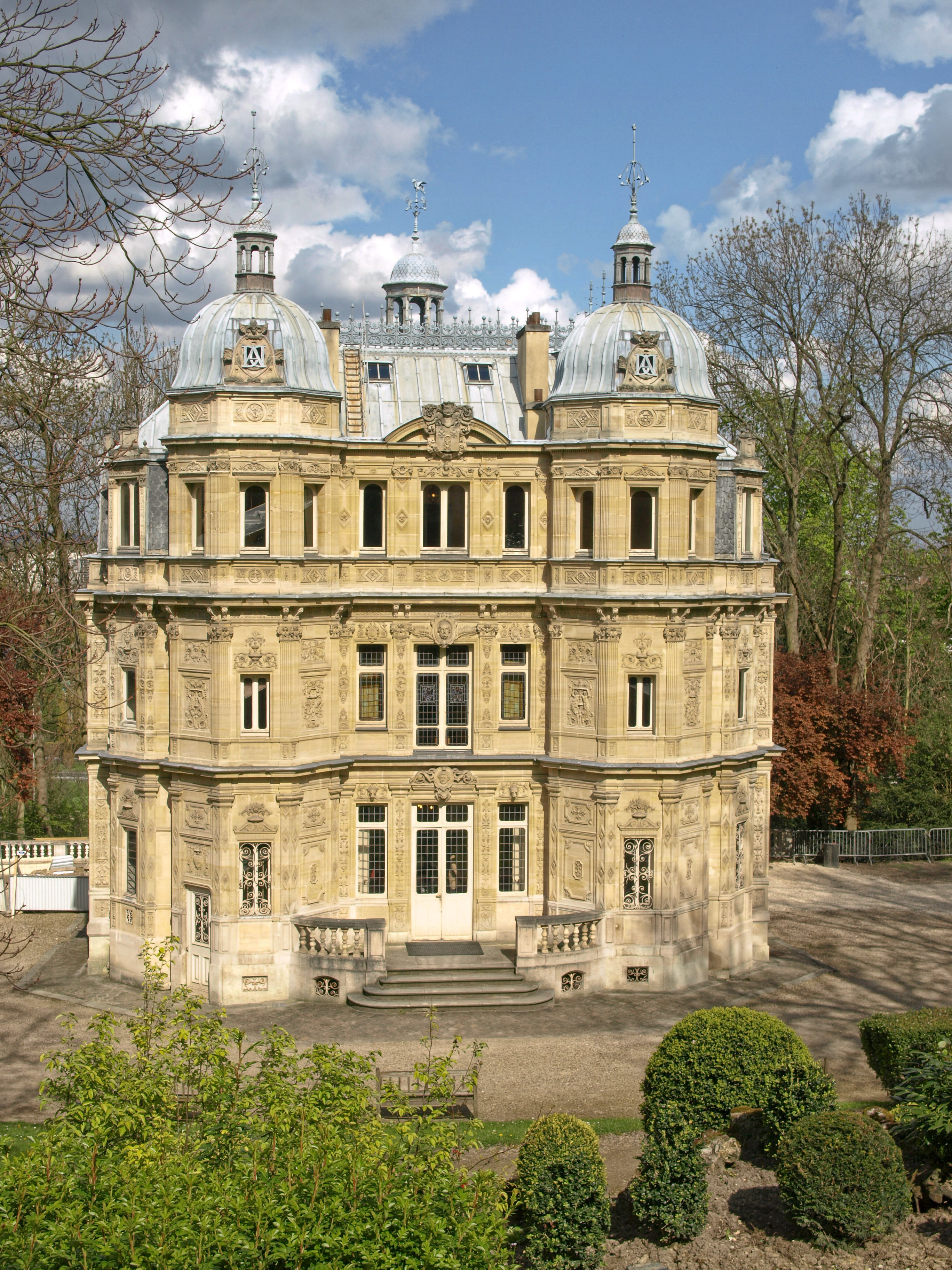
Zámek Monte Christo (od roku 1994 muzeum A.Dumase)

Ačkoliv Dumas vydělal psaním za svůj život značné finanční obnosy, jeho nevydařené investice (např. zámeček nesoucí jméno Monte Christo, postavený na pozemku koupeném jen na základě ústní dohody, otevření vlastního divadla v únoru 1847, které muselo být pro nezájem diváků v říjnu 1850 zavřeno), neúspěšné vydávání časopisů Mousquetaire (Mušketýr) a D'Artagnan, nevyřešené majetkové záležitosti s herečkou Idou Ferrierovou po rozvodu jejich manželství roku 1844, rozchod a finanční vyrovnání se spolupracovníkem Augustem Maquetem a některé další prohrané soudní spory vedly k tomu, že byl neustále na pokraji bankrotu. V roce 1848 přerušil psaní a neúspěšně se pokusil kandidovat do parlamentu. Dumas měl mnoho milostných afér, ze kterých se narodily nejméně dvě další děti: Henry Bauër (narozen v roce 1851, syn Anny Bauërové) a Micaëlla-Clélie-Josepha-Élisabeth Cordierová (narozena v roce 1860, dcera herečky Émélie Cordier).
Koncem roku 1851 odešel s Victorem Hugem do Bruselu na protest proti státnímu převratu Napoleona III., který se prohlásil císařem. Po vyrovnání se svými věřiteli, kterým postoupil část práv ke svému dílu, se v roce 1853 vrátil do Paříže. V letech 1857–1860 vydával časopis Monte Christo. Publikoval také několik cestopisů ze svých častých zahraničních cest a se spolupracovníky se podílel na překladech románů z němčiny, angličtiny a ruštiny. Podnikl dlouhou cestu do Ruska a na Kavkaz (od června 1858 do března 1859). V roce 1860 Dumas prodal svůj majetek, aby nakoupil zbraně pro Garibaldiho armádu a vydal se s nimi na Sicílii. Po boku Garibaldiho vstoupil v září 1860 do Neapole. Byl jmenován ředitelem vykopávek v Pompejích a v letech 1861–1864 tam zastával funkci ředitele muzeí. Současně řídil a redigoval noviny L'Indipendente a do jejich přílohy psal rozsáhlé dílo o historii Bourbonů v Neapoli.

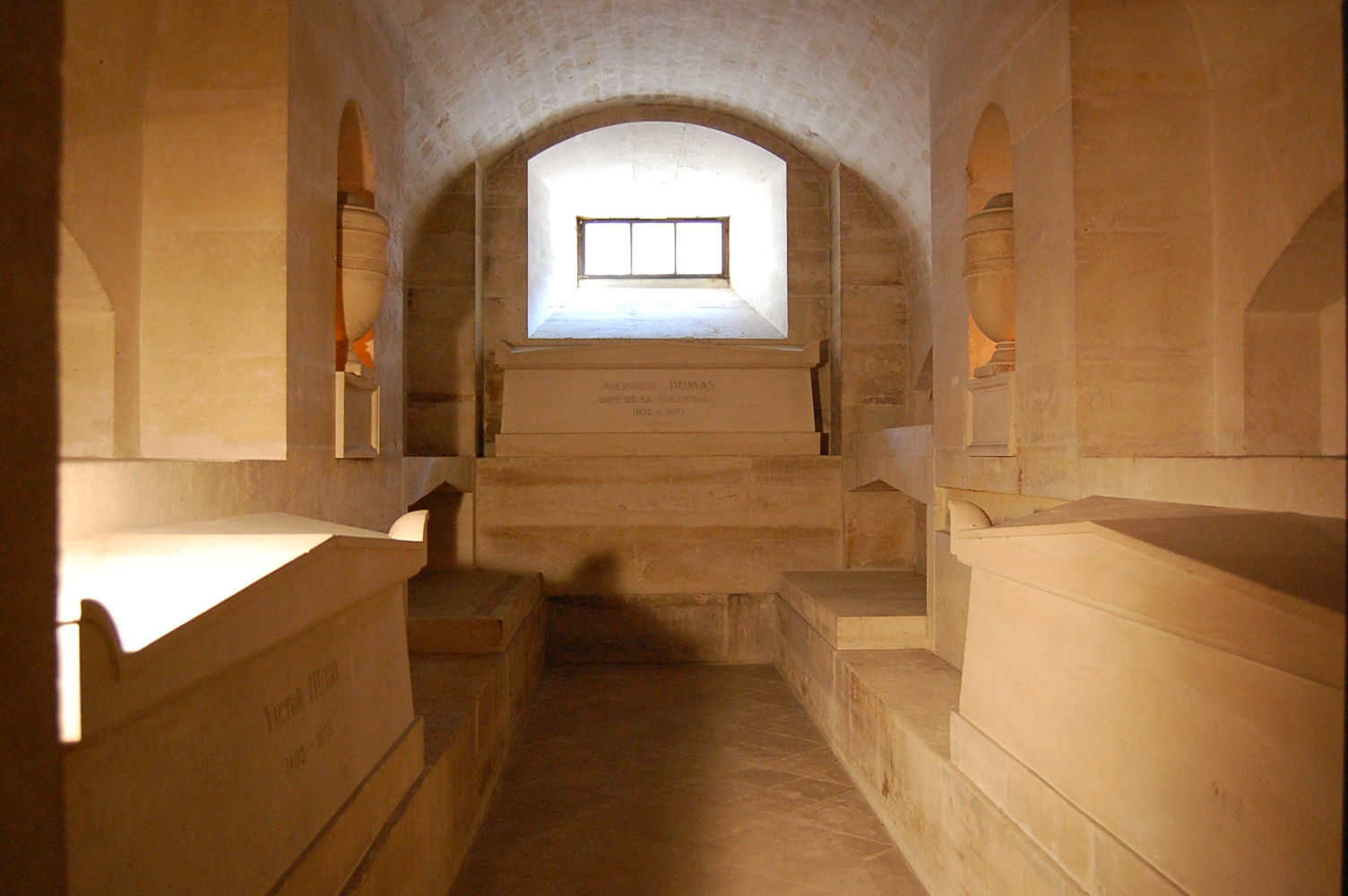
Dumasův náhrobek v Pantheonu (Paříž)

### Závěr života
Do Francie se vrátil v dubnu 1864, psal, přednášel, cestoval, znovu vydával noviny Mušketýr (1866–1867). Dumas byl náruživý gurmán a své znalosti z tohoto oboru zpracoval v publikaci Velký kuchyňský slovník (Grand dictionnaire de cuisine), jejíž rukopis byl předán vydavateli v březnu 1870 a vydán po jeho smrti v roce 1873. Měl poslední poměr s americkou herečkou Adah Isaacs Menkenovou, se kterou se setkal na začátku roku 1867.
V září 1870 utrpěl silný záchvat mrtvice a musel se v podstatě bez peněz uchýlit ke svému synovi, rovněž slavnému spisovateli Alexandru Dumasovi mladšímu do Puys, kde také 5. prosince 1870 zemřel a byl pohřben. Po válce v roce 1870 nechal jeho syn v dubnu 1872 převézt tělo do Villers-Cotterêts. U příležitosti dvoustého výročí Dumasova narození byly jeho ostatky v listopadu 2002 přeneseny do Pantheonu v Paříži.

## Dílo
Dumasovi šlo v jeho dílech vždy více o zábavu než o historickou věrnost. Proto vždy kladl důraz na všechno, co mohlo jeho vyprávění dramaticky oživit. K tomu užíval osvědčených prostředků jako jsou spiknutí, souboje, tajné únosy, strašlivá tajemství a další překvapivé události a udržoval tak čtenáře ve stálém napětí. Širokou publicitu svým románům Dumas zajistil také tím, že je nejprve vydával v pařížských denících na pokračování jako tzv. román-fejeton. Stal se tak nejčtenějším spisovatelem své doby a jeho obliba nemizí ani dnes.
Katolická církev zařadila „všechny milostné romány“ (omnes fabulae amatoriae) Alexandra Dumase staršího na Index zakázaných knih.
- Henri III. et sa cour (1829, Jindřich III. a jeho dvůr), historické drama o spiknutí vévody de Guise za vlády francouzského krále Jindřicha III.
- Antony (1831), divadelní hra
- La Tour de Nesle (1832, Věž nesleská), divadelní hra, společně s Frédéricem Gaillardetem
- Impressions de voyage (1834–1837, Dojmy z cest), cestopisy
- Kean, ou Désordre et génie (1836), divadelní hra inspirovaná životem anglického herce Edmunda Keana (1787–1833)
- Acté (1838, Akté), román z období vlády římského císaře Nerona, česky dostupné online
- Le capitaine Paul (1838, Kapitán Paul), román
- Bathilde (1839), divadelní hra, společně s Augustem Maquetem
- Le capitaine Pamphile (1839, Kapitán Pamfil), román
- Les crimes célèbres (1839–1840, Slavné zločiny), sbírka osmnácti historických statí popisujících významné kriminální případy, které se odehrály od roku 1343 do roku 1840, spolupracovali Auguste Arnould, Pier Angelo Fiorentino, Narcisse Fournier a Félicien Malefille
- Aventures de Lyderic (1842, Dobrodružství hraběte Lydericha), román, zpracování příběhu ze staroněmecké Písně o Nibelunzích
- Le chevalier d'Harmental (1842, Rytíř Harmental), román, společně s Augustem Maquetem, jako jeho pokračování bývá někdy označován román Une fille du régent (1844, Vladařova dcera)
- Amaury (1843), román, česky jako Umírá se na lásku?
- Ascanio (1843), román, společně s Paulem Meuricem, česky též jako Králův klenotník, inspirováno pamětmi florentinského zlatníka a sochaře Benvenuta Celliniho
- Georges (1843, Jiří), román odehrávající se na ostrově Mauritius roku 1824
- Cécile ou La robe de noces (1844, Svatební šaty), román
- Fernande (1844), román, společně s Hippolytem Augerem, česky Láska mým životem
- Les frères corses (1844, Korsičtí bratři), novela
- Les trois mousquetaires (1844, Tři mušketýři), román, společně s Augustem Maquetem, česky dostupné online
- Une fille du régent (1844, Vladařova dcera), román, společně s Augustem Maquetem, bývá někdy označován jako pokračování románu Le chevalier d'Harmental (1842, Rytíř Harmental)
- Le comte de Monte-Christo (1844–1845, Hrabě Monte Christo), dobrodružný román, společně s Augustem Maquetem.
- Louis XIV et son Siècle (1844–1845, Ludvík XIV. a jeho století), historický spis
- La reine Margot (1845, Královna Margot), román, společně s Augustem Maquetem, první část trilogie Hugenoti z období náboženských válek ve Francii v 16. století
- Vingt ans après (1845, Tři mušketýři po dvaceti letech), román, společně s Augustem Maquetem, druhá část cyklu Tří mušketýrů
- Les mousquetaires (1845, Mušketýři), divadelní hra na motivy románu Vingt ans après (Tři mušketýři po dvaceti letech), společně s Augustem Maquetem
- La Guerre des Femmes (1845–1846, Válka žen), román z období povstání frondy v letech 1650 až 1653
- La dame de Monsoreau (1846, Paní z Monsoreau), román, společně s Augustem Maquetem, druhá část trilogie Hugenoti z období náboženských válek ve Francii v 16. století, česky též jako O korunu a lásku
- Le chevalier de Maison-Rouge (1846, Rytíř de Maison-Rouge), román, společně s Augustem Maquetem, česky též jako Královnin kavalír nebo Konec královny , dílo bezprostředně dějově navazuje na poslední část cyklu z dějin Velké francouzské revoluce Mémoires d'un médecin (Paměti lékařovy) a bývá společně s cyklem vydáván
- Le bâtard de Mauléon (1846–1847, Levoboček z Mauléonu), román, společně s Augustem Maquetem, česky někdy též jako Muž se železnou pěstí (příběh se odehrává ve Španělsku v letech 1361 až 1369)
- Les deux Diane (1846–1847, Dvě Diany), román, společně s Paulem Meuricem
- Joseph Balsamo (1846–1849, Josef Balsamo), román, společně s Augustem Maquetem, první část románového cyklu z dějin Velké francouzské revoluce Mémoires d'un médecin (Paměti lékařovy)
- Les Quarante-Cinq (1847, Čtyřicet pět), česky jako Králův šašek, román, společně s Augustem Maquetem, třetí část trilogie Hugenoti z období náboženských válek ve Francii v 16. století
- Le vicomte de Bragelonne, ou Dix ans plus tard, (1847–1850, Tři mušketýři ještě po deseti letech aneb Vikomt de Bragelonne), román, společně s Augustem Maquetem, poslední část cyklu Tří mušketýrů
- La jeunesse des mousquetaires (1849, Mládí mušketýrů), divadelní hra na motivy románu Les Trois Mousquetaires (Tři mušketýři), společně s Augustem Maquetem
- Les mille et un fantômes (1849, Tisíc a jeden přízrak), sbírka novel spadajících do oblasti tzv. frenetické literatury, společně s Paulem Bocagem a Paulem Lacroixem
- Le Collier de la reine (1849–1850, Královnin náhrdelník), román, společně s Augustem Maquetem, druhá část románového cyklu z dějin Velké francouzské revoluce Mémoires d'un médecin (Paměti lékařovy)
- La tulipe noire (1850, Černý tulipán), román
- Ange Pitou (1850–1851), román, společně s Augustem Maquetem, česky též jako Dobytí Bastily, třetí část románového cyklu z dějin Velké francouzské revoluce Mémoires d'un médecin (Paměti lékařovy)
- Louis XVI et la Révolution (1850–1851, Ludvík XVI. a revoluce), historický spis
- La femme au collier de velours (1851, Žena se sametovou páskou), novela spadající do oblasti tzv. frenetické literatury odehrávající se roku 1793 za Velké francouzské revoluce, česky též jako Antonie
- Le Drame de quatre-vingt-treize (1851–1852, Drama roku devadesátéhotřetího), historický spis, pokračování spisu Louis XVI et la Révolution (Ludvík XVI. a revoluce)
- Olympe de Clèves (1851–1852, Olympie de Clèves), román, společně s Augustem Maquetem
- La comtesse de Charny (1852–1855, Hraběnka de Charny), román, čtvrtá a poslední část románového cyklu z dějin Velké francouzské revoluce Mémoires d'un médecin (Paměti lékařovy)
- Les drames de la mer (1852, Dramata moře), sbírka čtyř novel
- Mes Mémoires (1852–1855, Paměti)
- Ingénue (1854), román, společně s Paulem Lacroixem, česky též jako Před bouří nebo V červáncích Velké revoluce
- Le capitaine Richard (1854, Kapitán Richard), román z období napoleonských válek, společně Paulem Meuricem
- Les Mohicans de Paris (1854–1855, Pařížští Mohykáni), dobrodružný román, společně s Paulem Bocagem, někdy bývá rozdělen do dvou částí: Les Mohicans de Paris (Pařížští Mohykáni) a Salvator
- La Jeunesse de Louis XIV (1856, Mládí Ludvíka XIV.), divadelní hra odehrávající se roku 1658, kdy bylo francouzskému králi Ludvíku XIV. dvacet let
- Les Compagnons de Jéhu (1857, Jehúovi tovaryši), román z let 1799–1800 , česky též jako Družina Jehu, Spiklenci, Bratrstvo mstitelů nebo Jehúovi tovaryši. Dějově navazuje na později napsaný román Les Blancs et les Bleus (1867, Bílí a modří)
- Les louves de Machecoul (1857, Vlčice z Machecoulu), román, společně s Gaspardem Georgesem de Pecou. Dostupné online
- L’horoscope (1858, Věštba cikánky), román
- La princesse Flora ou La frégate L’Espérance (1859, Kněžna Flóra), román
- Le fils du forçat ou Monsieur Coumbes ou Histoire d’un cabanon et d’un chalet (1859, Syn odsouzencův), román, společně s Gaspardem de Cherville
- Sultanetta (1859), román
- Jane, l'Hollandaise (1859, Holanďanka), milostný román
- Le père La Ruine (1860, Otec La Ruine), román, společně s Gaspardem de Cherville
- La San Felice (1864), román odehrávající se v Neapoli za napoleonských válek v letech 1798–1800, někdy bývá rozdělen do dvou částí: La San Felice a Emma Lyonna, česky vyšlo též jako Hrdina nilský
- Les deux reines (1864, Dvě královny), román
- Souvenirs d’une favorite (1865, Paměti milostnice), román dějově úzce související s románem La San Felice, česky též jako Lady Hamiltonová
- Le Comte de Moret (časopisecky 1865–1866, Hrabě Moret), při prvním knižním vydání roku 1946 přejmenováno na Le Sphinx Rouge (Rudá sfinga), román o kardinálovi Richelieuovi (Rudá sfinga byla jeho přezdívka)
- Les Blancs et les Bleus (1867, Bílí a modří), román odehrávající se v letech 1793 až 1799 a dějově předcházející románu Les Compagnons de Jéhu (1857, Jehúovi tovaryši).
- Le Chevalier de Sainte-Hermine (Rytíř de Sainte-Hermine), román odehrávající se v době napoleonských válek vycházel roku 1869 na pokračování v listu Le Moniteur universel a těžce nemocný autor jej nedokončil. Knižně vyšel román až roku 2005. Jde o závěrečný díl trilogie tvořené ještě romány Les Blancs et les Bleus (1867, Bílí a modří) a Les Compagnons de Jéhu (1857, Jehúovi tovaryši).
- Le docteur mystérieux (1872 z pozůstalosti, Tajemný doktor), román z období Velké francouzské revoluce, někdy bývá rozdělen do dvou částí: Le docteur mystérieux (Tajemný dokotor) a La fille du marquis (Dcera markýzova)
- Le Prince des voleurs (1872 z pozůstalosti, Král lupičů), česky jako Robin Hood, román z anglických dějin druhé poloviny 12. století
- Robin Hood le proscrit (1873 z pozůstalosti, Robin Hood, psanec), česky jako Robin Hood, román z anglických dějin druhé poloviny 12. století, pokračování románu Le Prince des voleurs

## Dílo online v češtině
- Tři mušketýři: historicko-romantický obraz. Oddělení první – přeložil Jos. T-ý. Praha: Karel Trachta, 1874[8]
- Vyzvání k tanci: veselohra v jednom dějství – přeložil Bedřich Kareš. Praha: Mamert Knapp, 1896[9]
- Akté: román z dob Neronových – přeložil August Spáčil. Praha: Jan Svátek, 1919
- Princezniny zákony: povídka galantní a filosofická – Maurice Montégut, přeložil A. Donský. Sen Jedné noci: fantastická novella Alexander Dumas st.  přeložil Jar. Novák. Praha: Šolc a Šimáček, 1920[10]
- Pařížští Mohykáni: román – přeložil Jan Sajíc. Praha: Alois Neubert, 1923–1924[11]
- Tři mušketýři – přeložil Vítězslav Unzeitig. Praha: B. Kočí, 1926[12]
- Tři mušketýři ještě po deseti letech: (Vikomt Bragelonne) – přeložil J. V. Sterzinger. Praha: J. R. Vilímek, 1926–1927[13]
- Josef Balsamo: (Paměti lékařovy): román – přeložil Josef Janský. Praha: A. Neubert, 1931[14]
- Tři mušketýři. Díl II. – přeložil Jaroslav Vrchlický. Praha: J. R. Vilímek, 1934–1935[15]
- V červáncích Velké revoluce: román – přeložil a historickým úvodem opatřil Josef Jan Svátek. Praha: A. Neubert, 1934[16]

## Epigoni a pokračovatelé
Popularity díla Alexandra Dumase staršího využila celá řada spisovatelů k napsání komerčně úspěšných děl, rozvíjejících motivy originálních Dumasových románů, především Tří mušketýrů a Hraběte Monte Crista.
Již roku 1853 napsal Portugalec Alfredo Possolo Hogan (1830–1865) román A Mão do Finado přímo navazující na Hraběte Monte Crista. Román okamžitě vyšel (a to dříve než v originálním znění) pod Dumasovým jménem ve francouzském překladu pod názvem Le main de défunt (Mrtvá ruka). Jiné pokračování, také ještě za Dumasova života, vytvořil roku 1856 německý spisovatel dobrodružných románů Adolf Mützelburg (1831–1882) pod názvem Herr der Welt (Pán světa). K velmi známým Dumasovým epigonům pak patří především Francouz Jules Lermina (1831–1882), autor románů Le Fils de Monte-Christo (1881, Syn hraběte Monte Crista) a Le Trésor de Monte-Christo (1881, Poklad hraběte Monte Crista). Silná inspirace románem je patrná i v díle Julese Verna Matyáš Sandorf (Nový hrabě Monte Christo) z roku 1885.
Mnoho napodobovatelů se také věnovalo nejslavnějšímu Dumasovu dílu Tři mušketýři. Například Francouz Paul Mahalin (1838–1899) napsal kromě Mademoiselle Monte Christo (1896, Slečna Monte Christo) také pokračování Tří mušketýrů ještě po deseti letech Le Fils de Portos (1883, Porthosův syn) a román Le Filleul d'Aramis (1896, Aramisův kmotřenec).
K nejznámějším dílům, vážícím se ke Třem mušketýrům, patří romány francouzského spisovatele Paula Févala mladšího (1860–1933). Jsou to Le fils de d’Artagnan (1914, D’Artagnanův syn), La vieillesse d’Athos (1925, Athosovo stáří) a především čtyřdílný román D’Artagnan contre Cyrano (1925, D'Artagnan kontra Cyrano de Bergerac) a jeho třídílné pokračování D’Artagnan et Cyrano réconciliés (1926, Hrabě d'Artagnan a Cyrano de Bergerac) odehrávající se zhruba deset let před Třemi mušketýry po dvaceti letech.